# Ajay Naidu

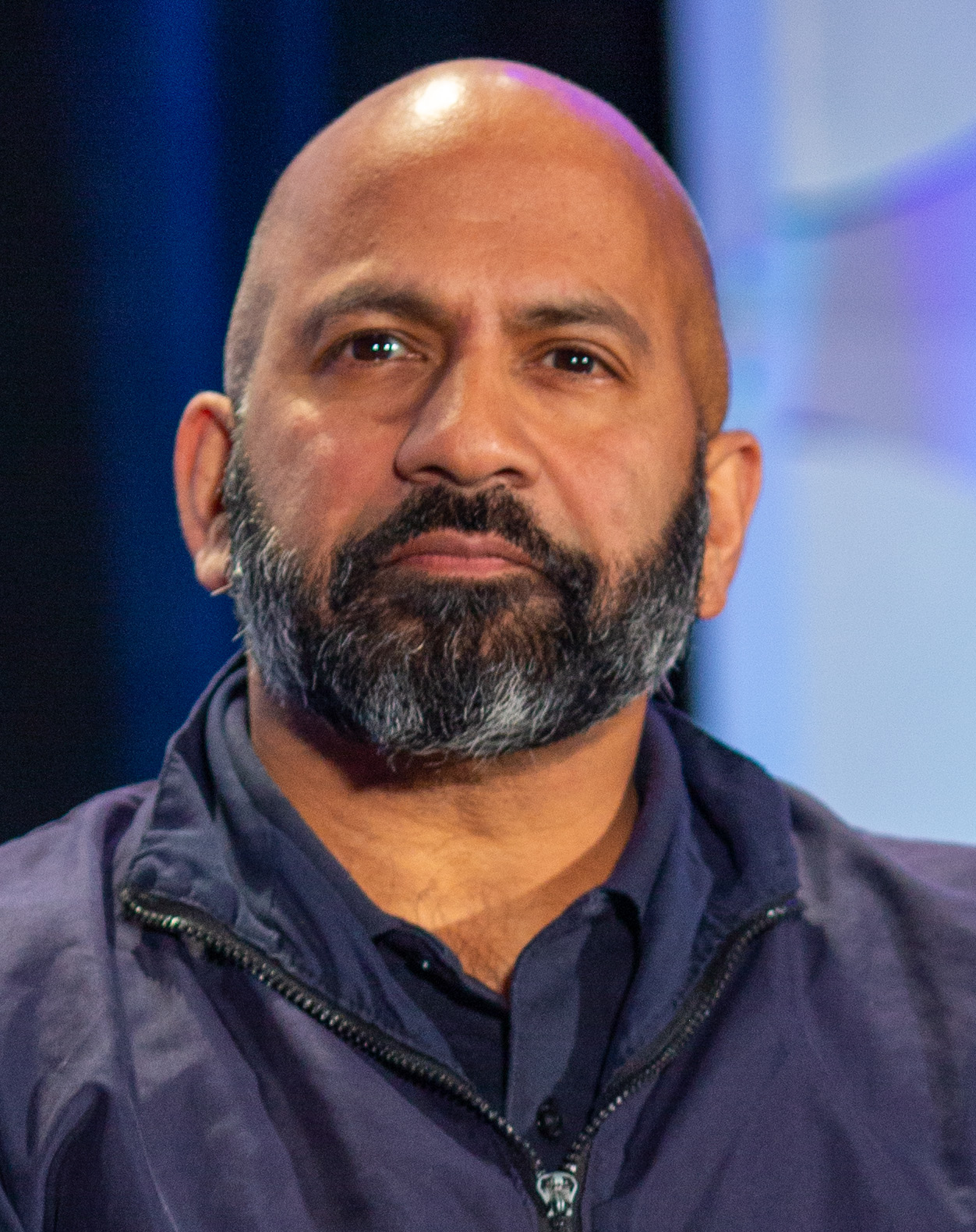
Ajay Naidu, 2024

Ajay Kalahastri Naidu (* 12. Februar 1972 in Evanston, Illinois) ist ein US-amerikanischer Schauspieler.

## Leben
Naidu wuchs als Sohn indischer Einwanderer in Chicago auf. Bereits während der High School hatte er 1985 seine erste Rolle in der Pilotfolge der Fernsehserie Die Lady mit dem Colt. Nach seinem Schulabschluss besuchte er zwei Jahre das Institute for Advanced Theatre Training der Harvard University.
Naidu arbeitete bis Mitte der 1990er Jahre hauptsächlich am Theater, unter anderem spielte er in Denver Romeo und Julia und Jedermann in Chicago. Für seine erste Filmrolle nach acht Jahren wurde er 1996 für seine Darstellung in Suburbia für den Independent Spirit Award nominiert. In der Folge spielte er in verschiedenen Filmproduktionen wie My Giant – Zwei auf großem Fuß, Wiege der Angst und Pi. Zwischen 1998 und 1999 hatte er eine wiederkehrende Rolle in der Al Franken-Sitcom LateLine und spielte im darauf folgenden Jahr eine der Hauptrollen in der Satire Alles Routine. Seit Anfang 2000 wirkte Naidu in mehreren erfolgreichen Spielfilmproduktionen wie Hannibal, Scary Movie 3 und The Wrestler sowie Fernsehserien wie Die Sopranos, Monk und The West Wing mit.
Er ist mit der Schauspielerin Heather Burns seit 2012 verheiratet.

## Filmografie (Auswahl)
- 1985: Die Lady mit dem Colt (Lady Blue, Fernsehserie)
- 1986: Gangster Kid (Touch and Go)
- 1986: MacGyver (Fernsehserie)
- 1988: Ich bin Du (Vice Versa)
- 1996: SubUrbia – Sixpacks, Sex + Supermarkets (SUBURBIA)
- 1998: My Giant – Zwei auf großem Fuß (My Giant)
- 1998: Wiege der Angst (Montana)
- 1998: Pi (π)
- 1999: Alles Routine (Office Space)
- 2000: Die Sopranos (The Sopranos, Fernsehserie)
- 2000: Dinner Rush
- 2001: K-PAX – Alles ist möglich (K-PAX)
- 2001: The West Wing – Im Zentrum der Macht (The West Wing, Fernsehserie)
- 2001: Hannibal
- 2002: Der Super-Guru (The Guru)
- 2003: Scary Movie 3
- 2003: Bad Santa
- 2004: Monk (Fernsehserie)
- 2005: King of the Hill (Fernsehserie, Stimme)
- 2008: Kurzer Prozess – Righteous Kill (Righteous Kill)
- 2008: The Wrestler – Ruhm, Liebe, Schmerz (The Wrestler)
- 2008: Zufällig verheiratet (The Accidental Husband)
- 2009: Das Hundehotel (Hotel for Dogs)
- 2009: 30 Rock
- 2019: Billions (Fernsehserie, 1 Folge)
- 2020: The Blacklist (Fernsehserie, 1 Folge)
- 2016–2020: Blindspot (Fernsehserie, 5 Folgen)
- 2024: Elsbeth (Fernsehserie, 3 Folgen)
- 2025: Bunny

## Auszeichnungen
- 1998: Independent-Spirit-Awards-Nominierung für SubUrbia